# جيه. جاكسون
جيه. جاكسون (بالفرنسية: JD Jackson)‏ (و. 1969  م) هو مدرب كرة سلة، ولاعب كرة سلة فرنسي، ولد في بورنبي، شارك في بطولة كأس العالم لكرة السلة 1990، وبطولة كأس العالم لكرة السلة 1994، وبطولة أمم الأمريكتين لكرة السلة 1992، مركز لعبه هو لاعب هجوم صغير الجسم.

## روابط خارجية
- جيه. جاكسون على موقع الاتحاد الدولي لكرة السلة (الإنجليزية)
- جيه. جاكسون على موقع كرة السلة الأوروبية.كوم (الإنجليزية)
- جيه. جاكسون على موقع ريلجم (الإنجليزية)
- جيه. جاكسون على موقع بروبوليرز (الإنجليزية)